# 쿼터 픽셀
쿼터 픽셀(Qpel, 다른 말로 Q-pel, QPEL, 큐펠, 큐-펠, 사분의일 화소)이라고 하는 것은 표준 화소의 4분의 1을 말한다. 영상 압축 분야의 움직임 예측(motion estimation)이나 움직임 보상(motion compensation) 같은 기술에서 움직임 크기를 화소 단위로 측정 하는데, 4분의 1 픽셀 단위의 정밀도(precision)로 사용하는 압축 기술에서 사용하는 용어이다. MPEG-4 파트 2 혹은 H.264/MPEG-4 AVC 같은 영상 압축 표준에 쓰이고 있다. 정밀도(precision)가 높을수록 움직임 벡터(Motion Vector)에 부호화에 필요한 비트 수가 늘어나지만, 그만큼 정밀한 예측을 할 수 있게 되어 일반적으로 예측 오차가 감소하게 된다.
다만 정밀한 예측을 위하여 더 많은 벡터의 후보군을 고려하여야 할 뿐 아니라, 소수점 단위의 움직임을 예측하기 위한 소수점 단위 픽셀 생성 기술이 필요하기 때문에 많은 연산량의 증가를 가져온다. 이 때문에 MPEG-4 ASP 이 후의 표준에서 지원하게 되었으며, 1/2 픽셀 단위의 정밀도를 함께 지원하는 MPEG-4 ASP와 같은 표준에서는 복잡도 감소를 위하여 많은 구현에서 1/2 픽셀 단위만 지원하고 있다.

## 쿼터 픽셀을 지원 하는 영상 압축 표준
- HEVC
- H.264/MPEG-4 AVC
- MPEG-4 ASP
- VC-1
- VP7